# Charitopes pilatus
Charitopes pilatus là một loài tò vò trong họ Ichneumonidae.